# Methemoglobin

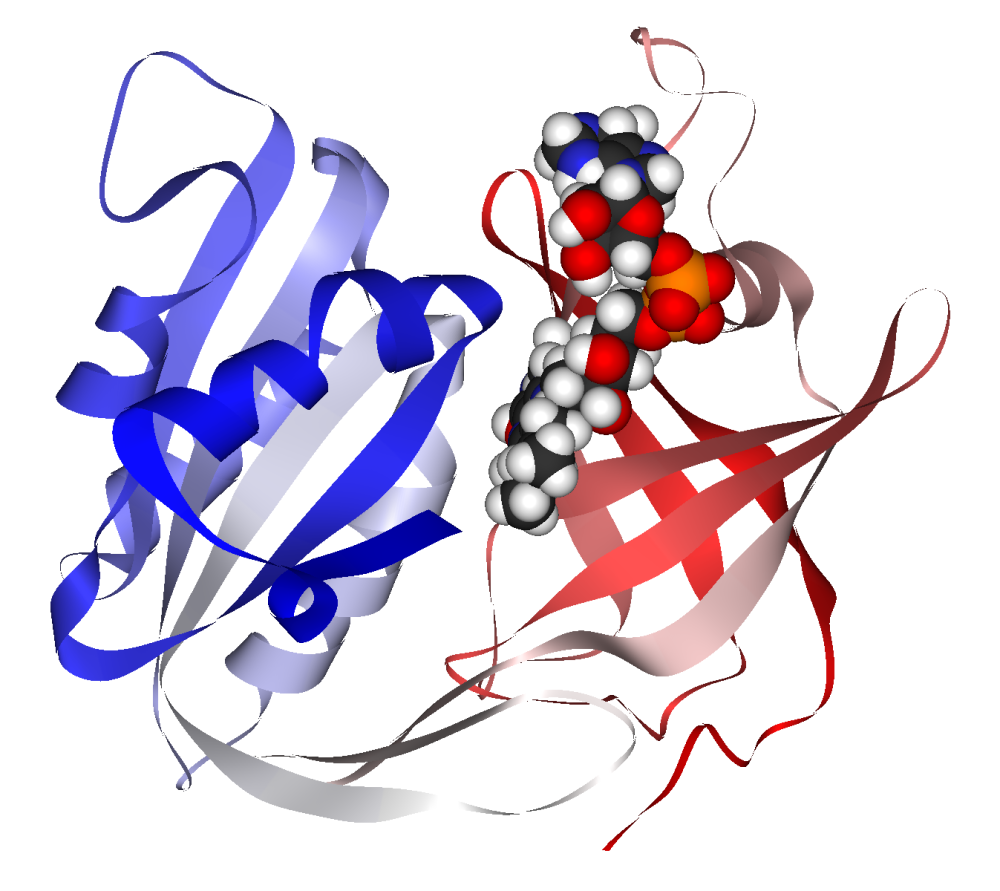
Cấu trúc của enzym chuyển methemoglobin thành hemoglobin

Methemoglobin (tiếng Anh: methaemoglobin) (phát âm là "met-hemoglobin") là một huyết sắc tố (hemoglobin) ở dạng metalloprotein, trong đó sắt trong nhóm heme ở trang thái Fe3+, không phải ở trạng thái Fe2+ của hemoglobin bình thường. Methemoglobin không thể liên kết với oxy, có nghĩa là không thể vận chuyển oxy đến các mô. Nhìn bằng mắt thường có thể thấy methemoglobin màu xanh nâu sô-cô-la. Trong máu người, một lượng nhỏ methemoglobin sản xuất và tồn tại một cách tự nhiên, nhưng khi có lượng dư thừa, máu sẽ trở thành màu nâu xanh sẫm bất thường. Enzyme methemoglobin reductase phụ thuộc NADH (một loại diaphorase) có vai trò chuyển methemoglobin trở lại thành hemoglobin.
Bình thường methemoglobin chiếm 1-2% hemoglobin của cơ thể. Tỷ lệ phần trăm cao hơn mức này có thể là do di truyền, do tiếp xúc với các hóa chất khác nhau và phụ thuộc vào liệu cơ thể có đang trong tình trạng bệnh lý tăng methemoglobin huyết hay không. Mức methemoglobin cao sẽ có xu hướng khiến máy đo SpO2 chỉ đo được chỉ số SpO2 đạt gần 85%, bất kể mức độ bão hòa oxy thực sự là bao nhiêu. Sự tăng bất thường của methemoglobin sẽ làm tăng ái lực liên kết oxy của hemoglobin bình thường, dẫn đến tình trạng giảm lượng oxy đến các mô.

## Nguyên nhân phổ biến dẫn đến methemoglobin tăng cao
- Giảm cơ chế bảo vệ tế bào:
  - Trẻ em dưới 4 tháng tiếp xúc với các tác nhân môi trường khác nhau
  - Phụ nữ mang thai được coi là dễ bị tổn thương khi tiếp xúc với hàm lượng nitrat cao trong nước uống [3]
  - Thiếu cytochrome b5 reductase
  - Thiếu G6PD
  - Bệnh huyết sắc tố M
  - Thiếu pyruvate kinase
- Các hợp chất dược phẩm:
  - Thuốc gây tê tại chỗ, đặc biệt là prilocaine và benzocaine.[4]
  - Amyl nitrit, chloroquine, dapsone, nitrat, nitrit, nitroglycerin, nitroprusside, phenacetin, phenazopyridine, primaquine, quinon và sulfonamide
- Tác nhân môi trường:
  - Các amin thơm (ví dụ p -nitroaniline, nhấn vào đây để xem ca bệnh)
  - Arsine
  - Chlorobenzene
  - Cromat
  - Nitrat / nitrit [5]
- Rối loạn di truyền:
  - Một số thành viên trong dòng họ Fugate ở Kentucky mang gen lặn nên có làn da xanh. Nguyên nhân là do thừa methemoglobin.[6]
- Ở mèo:
  - Nuốt phải paracetamol (acetaminophen, tylenol) [7]

## Điều trị
Amyl nitrit được dùng để điều trị ngộ độc cyanid. Hợp chất hoạt động bằng cách chuyển đổi hemoglobin thành methemoglobin, cho phép liên kết với cyanid và hình thành cyanomethemoglobin. Mục tiêu trước mắt là để ngăn chặn sự liên kết của cyanide tự do với nhóm cytochrome a3 trong cytochrome c oxidase.

## Độ bão hòa methemoglobin
Methemoglobin được phân tích và chỉ số được dưới dạng nồng độ hoặc phần trăm. Phần trăm methemoglobin được tính bằng cách: lấy nồng độ methemoglobin chia cho nồng độ của hemoglobin toàn phần. Phần trăm methemoglobin có thể là một chỉ số tốt hơn để đánh giá mức độ nghiêm trọng của bệnh. Ví dụ, nồng độ methemoglobin 1,5 g/dL tương ứng tỷ lệ phần trăm là 10% ở một bệnh nhân khỏe mạnh có lượng hemoglobin là 15 mg/dL, trong khi đó cùng một nồng độ methemoglobin 1,5 g/dL  ở bệnh nhân thiếu máu có lượng hemoglobin là 8 g / dL sẽ chiếm tỷ lệ 18,75%. Bệnh nhân thứ nhất có hemoglobin chức năng là 13,5 g / dL, không có triệu chứng, còn bệnh nhân thứ hai có nồng độ hemoglobin chức năng 6,5 g / dL, bệnh nhân này có thể có triệu chứng nghiêm trọng.
- metHb 1-2% bình thường
- metHb dưới 10% - Không có triệu chứng
- metHb 10-20% - Chỉ đổi màu da (niêm mạc)
- metHb 20-30% - Lo lắng, nhức đầu, khó thở khi gắng sức
- metHb 30-50% - Mệt mỏi, lú lẫn, chóng mặt, thở nhanh, đánh trống ngực
- metHb 50-70% - Hôn mê, co giật, loạn nhịp tim, nhiễm toan
- metHb Trên 70% - Nguy cơ tử vong cao [5]

Khi metHb cao, khả năng giải phóng oxy của "hemoglobin chức năng" giảm do tăng ái lực với oxy, tiếp tục làm trầm trọng thêm sự thiếu oxy mô, không đủ oxy để nuôi dưỡng tế bào. Các bệnh nền mạn tính như thiếu máu, suy tim, bệnh phổi tắc nghẽn mãn tính (COPD) và bất kỳ bệnh lý nào làm suy giảm khả năng cung cấp oxy cũng đều có thể làm trầm trọng thêm các triệu chứng của tăng methemoglobin huyết.

## Phân tích vết máu
Nồng độ methemoglobin tăng được tìm thấy trong vết máu. Khi ra khỏi cơ thể, vết máu chuyển từ màu đỏ tươi sang màu nâu sẫm, được cho là do quá trình oxy hóa oxy-hemoglobin (HbO2) thành methemoglobin (met-Hb) và hemichrome (HC).